# شجاعان
شجاعان (انگلیسی: The Bravados) یک فیلم سینمایی وسترن آمریکایی محصول سال ۱۹۵۸ به کارگردانی هنری کینگ، با بازی گریگوری پک و جوآن کالینز است. این اثر برپایه رمانی به همین نام به نویسندگی فرانک اورورک، ساخته شده‌است.  

## خلاصه داستان
"جیم داگلاس" که در جستجوی چهار تبهکاری است که همسرش را به قتل رسانده‌اند، آنها را در زندان و در آستانه اعدام شدن پیدا می‌کند. در حالیکه او منتظر است تا مراسم اعدام را تماشا کند، آنها موفق به فرار می‌شوند و ...